# 江戸川漁業被害

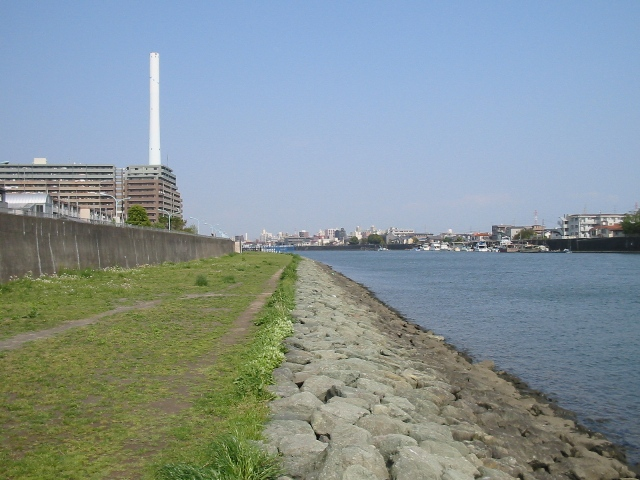
江戸川

江戸川漁業被害（えどがわぎょぎょうひがい）とは、1958年に東京都江戸川区にある製紙工場の黒い排水が江戸川に放流されたことによる公害のこと。本州製紙事件、黒い水事件とも呼ばれる。
工場からの黒い排水を止めるために、1958年5月24日・6月10日に下流の漁民らが工場に乱入し、6月10日には機動隊と乱闘になって、漁民側に重傷者35名、軽傷者108名、検束者8名。警察側も1名入院した。
この事件は、旧水質二法（公共用水域の水質の保全に関する法律、工場排水等の規制に関する法律）の制定や、被害を受けた江戸川下流域の再生事業（葛西沖、浦安沖など）のきっかけとなった。

## 汚染源
公害の汚染源は本州製紙江戸川工場（東京都江戸川区東篠崎町）。同工場は1922年11月に操業を開始し、当時は約680名の従業員で、専売公社の用紙、教科書用紙、出版・印刷用紙を4台の装置で年間約4万5千トン生産していた。

### 黒い排水
本州製紙江戸川工場では1958年3月下旬に、日産70トンのケミカルパルプの製造装置を導入した。原材料として、これまで使用していた松に代えて原木資源として有望な広葉樹を使用する設備で、亜硫酸アンモニウムで広葉樹木材中のリグニンを抜くため、黒褐色の排水が発生した。工場長は、この排水はほぼ中性であり、茶褐色をしているが多量の川の水で薄められるため、有害とは思っていなかった。
会社の技術担当役員は、5月17日に採取した黒い排水の原液の分析結果を
- 水素イオン濃度(pH)が、6.8
- 全固形分が、148.6 g/l
- 灰分が、2.4 g/l
- 全亜硫酸が、7.6 g/l
- 揮発性酸が、18.8 g/l
- 全糖が、9.2 g/l
- リグニンが、34.9 g/l
- 廃液量は、毎秒0.003トンであり、大きな排水路で280倍程度に希釈されて放流される。

と報告し、会社としては害はないと結論した。
本州製紙社長（木下又三郎）は、「工場の排水は無害だという報告を受けており今の設備でいいと考えているが、今回の問題で、排水を沈殿池に導いて万全を期すことにしている。黒い排水の漁業被害については、漁場の状況を詳しく知らないので詳しい調査をしていないが、以前に愛知県で同様の問題があったときの調査では、全部が当社の排水が原因であったかどうか疑問をもっている」と陳述した。
千葉県水産商工部水産課長は、国会質疑までに判明している点として、5月19日に工場の排水口の近くで採集した工場排水の動物実験結果を、
- 工場排水の原液にフナを入れたところ、直ちに全部死んでしまった。
- 工場排水を二分の一に薄めたところ、十五分後に全部死滅した。
- 十分の一に薄めた場合に、五日後に全部死んだ。
- 淡水での飼育では、全然異常がなかった。

と報告し、水質分析の結果として、
- 水素イオン濃度(pH)が、3.4という非常に強い酸性であった。
- 生物化学的酸素要求量(BOD)が、289ppmであった。
- 化学的酸素要求量(過マンガン酸カリ消費量)が、普通の水では2 - 30程度のところ、289ppmであった。
- 精査中であるが、非常に多量の繊維が含まれている。

と報告し、このまま放置すると魚介類の被害は今後増大すると考えていると陳述した。
東京都経済局長は、5月13日から14日に実施した水質試験と生物試験を報告した。
- 排水口の下流50ｍでは、約100%のアユの斃死率。
- 500ｍでは、32%の斃死率。
- 京成電鉄の下流では、4%の斃死率

水質分析では、
- 水素イオン濃度(pH)が、4.2以下。
- 溶存酸素(DO)が1.39。

であった。

### 白い排水
国会の参考人質問で工場長は、これまで約36年間操業しているが、排水が問題になったことはないと陳述している。
しかし、漁業協同組合長は、従来の装置から「白い水」を放流していることについても、これまでは黙認してきたが、「これからの会社側との交渉につきましては、白い水を流すことも黒い水を流すことも、絶対無害ということが実証されない以上は、私たちは認めることができない。」と陳述している。

## 被害
江戸川の下流域の漁業被害が発生した。
- 八ケ浦漁業協同組合
  - 浦安町漁業協同組合　約1050名
  - 浦安第一漁業協同組合　約390名
  - 南行徳漁業協同組合　約250名
  - 行徳町漁業協同組合　約300名
  - 江戸川町漁業協同組合
  - 葛西町漁業協同組合
  - 城東漁業協同組合
  - 荒川漁業協同組合
  - 深川漁業協同組合
- 千葉県浦安町
  - 人口：16470名
  - 生業：漁師が75%、その他半漁半農、商工業者が25%。
- 漁獲高
  - 浦安町漁業協同組合：アサリ＝3873万1000円、ハマグリ＝3257万1000円、ノリ＝2億2964万円
  - 浦安第一漁業協同組合：アサリ＝296万8300円、ハマグリ＝3561万9600円、ノリ＝5178万9000円
  - 南行徳漁業協同組合：アサリ＝26万円、ハマグリ＝7万円
  - 行徳漁業協同組合：アサリ＝74万円

## 事件の経過
- 1922年11月 - 本州製紙江戸川工場の操業開始。
- 1957年6月 - 建築基準法の確認申請と東京都公害防止条例による許可申請。
- 1958年3月下旬 - ケミカルパルプの製造装置の新規設置。
- 4月1日 - 工場から江戸川に黒い排水が流れ始める。
  - 江戸川下流の八ケ浦漁業協同組合の代表が7、8回も工場に出向き、汚水の被害を訴え対応を求めた。これに対し、工場は一課長のみしか応接せず、黒い排水の放流を続けた。
- 5月7日 - 東京都に陳情。
- 5月13日 - 東京都の水質試験及び生物試験。
- 5月19日 - 千葉県の現地調査（1回目）。工場排水の採水調査。
- 5月22日 - 工場長の人事異動。
- 5月24日
  - 午前9時半頃 - 第1回交渉。八ケ浦漁業協同組合の役員約1000名が漁船及び自動車で工場へ参集して、東門から工場に乗り込んだ。汚水の出るマンホールに瓦や石等を投げ込んで水の流れを止めた。その際、工場の労働組合事務所にも入り、戸や障子が壊れた。小松川署長以下約50名が到着して警備にあたった。
  - 午前10時40分 - 工場内会議室で、工場長他7名と浦安町長、助役、漁協組合長8名が5項目を話し合う。
    - 現在運転中の新規装置から排出される黒い排水を直ちに止める。
    - 操業中の古い装置から排出される白い排水は、一刻も早く無害化する設備をする。
    - 被害補償は、会社重役とよく相談して解決を図る。
    - 次の会議日は、5月27日午後3時。
    - 会議場所は、同じ工場の会議室。

  - 午後1時50分 - 会議終了後、会議室を取り囲んでいた約400名が退場した。最後の約30名が退場したのは午後2時10分ごろ。
  - 午後3時 - 旧設備の再稼動。
  - 後日 - 工場長の人事異動
- 5月27日
  - 午後3時40分 - 第2回交渉。浦安町長が会議進行役となる。
    - 新工場長のあいさつ
    - 新規装置を再稼動したいとする工場側と、無害化施設を完備しなければ了解できない漁協側。
    - 白い排水については、濾過設備の設置期限を設けること。
    - 今までの被害について、いつごろどのように補償するのか誠意をもって返事すること。
    - 次回会議は、5月29日午前10時。
- 5月28日 - 工場の役員が千葉県水産課に出頭。
- 5月29日
  - 午前11時 - 第3回交渉。物別れに。
    - 新工場長から、排水路から沈殿槽へ切り替え工事をするには8月中までかかるが、その前に新規装置を明日からでも再稼動させてほしい。
    - 第三者の調査結果により、何らかの方法で納得する話で円満に解決したい。

  - 午後 - 都内5漁業協同組合の組合長らが東京都庁に新規装置の操業停止の陳情。
- 5月30日 - 東京都水産課長の調停で、東京都側の各漁協長が運転再開を受諾。同日、本州製紙専務らが千葉県庁を訪れ、東京都側の被害者と解決したので、千葉県側も同じように調停することを依頼したが、浦安漁協は出頭要請を拒否、浦安町長も調停について態度を保留。一時間後　千葉県内3漁業協同組合の代表が、千葉県庁で副知事と水産課に陳情。
- 6月2日 - 午後2時ごろ、工場は一方的に黒い排水を流す。
- 6月3日 - 葛西漁協と浦安町漁協の代表が工場長と交渉したが、「私たちは許可を取ってやっていることで、これは会社の命令なので、工場長としては方法がない」という答えであった。
- 6月4日 - 都庁の指導部と水産課、県庁の水産課に、海の現状を見てほしいと陳情。
- 6月5日 - 千葉県の現地調査（2回目）。
- 6月6日 - 千葉県や浦安町を初め関係者が都庁に交渉した結果、東京都は都庁で会社専務に口答で漁協との話し合いがつくまで操業を止めるように指導した。
- 6月7日 - 京葉開発綜合研究所による調停案。
- 6月9日
  - 浦安町は汚水対策委員会を設置。その会議中に工場から「本日午後から再稼動する」との電話連絡が入る。町議会議員で手分けをして、江戸川工場、千葉県庁、東京都庁、衆議院、川島代議士のところに行った。
  - 午後から12時間 - 黒い廃液を放流。
  - 午後 - 緊急町議会で町内15組合が主催する町民大会に町と議会が協賛することを決めた。
- 6月10日
  - 千葉県の現地調査（3回目）
  - 午後0時 - 町民大会を開き「汚水を直ちに止めること、補償を支給すること」という決議をした。
  - 午後 - 10台のバスで国会に対する集団陳情。参議院常任委員会のガラスが割れる。
  - 午後 - 東京都庁に対する集団陳情。
  - 午後 - 東京都建設局の現地指導。
  - 午後4時半 - 工場を管轄する小松川警察署に、第二機動隊の三個中隊を派遣。
  - 午後6時前 - 機動隊218名が工場内食堂に待機。
  - 午後6時8分 - 浦安漁協が12台のバスで工場正門に到着。門を乗越えて工場へ乱入。機動隊と乱闘になる。漁民側が4名検束される。
  - その後 - 約600名に増員された機動隊が退去命令を発し、漁民らを工場外へ排除。漁民側から更に4名検束される。
  - 漁民側：重傷者35名、軽傷者108名、検束者8名。警察側：1名入院。
- 6月11日 - 東京都が文書で、除害設備が完備するまでその使用を停止するように指示。
- 6月13日 - 参議院決算委員会で参考人質問。
- 6月16日 - 会社社長より東京都に、6月11日の停止指示に従う旨の文書回答。

## 国会審議
この事件は、大きな社会問題となり、国会で関係者を参考人等として呼び質疑が行われた。
- 1958年6月13日に参議院決算委員会[2]
- 1958年6月20日に参議院決算委員会[3]
- 1958年6月30日に参議院決算委員会[4]
- 1958年12月18日に参議院決算委員会[5]

## テレビドラマ
この事件をモデルとして、テレビドラマ「官僚たちの夏」（第6話「公害問題」）が製作された。

## 関連事項
- 水質汚濁防止法
- 東京都公害防止条例